# HBM4EU
Die Europäische Human Biomonitoring Initiative (HBM4EU), bestehend aus 116 Partnern aus 30 Ländern sowie der Europäischen Umweltagentur, war ein European Joint Programme im Bereich Chemikalien, Umwelt und Gesundheit und wurde von der Europäischen Kommission im Rahmen von Horizont 2020 kofinanziert. Das Projekt hatte das Ziel, mit innovativer Forschung politikberatungsrelevante Fragen zur Chemikalienregulierung zu beantworten, ein europaweites Human-Biomonitoring (HBM) aufzubauen, einen nachhaltigen Rahmen für das Human-Biomonitoring in ganz Europa zu schaffen und die gesundheitlichen Gefahren aufgrund der Chemikalienbelastung weiter zu untersuchen und bewerten. Diese Aufgaben an der Schnittstelle von Politik und Wissenschaft wurden auf der Grundlage vereinter nationaler Fähigkeiten und Fachkenntnisse bearbeitet. Damit konnten regulierungsrelevante Fragen zur Chemikaliensicherheit auf Basis von HBM-Daten evidenzbasiert beantwortet werden, basierend auf den Anforderungen der europäischen und nationalen Behörden im Bereich Chemikalien, Umwelt und Gesundheit und mit dem Ziel, die Risikobewertung von Chemikalien in Europa zu verbessern und einen effektiven Beitrag zur länderübergreifenden Gesundheitspolitik zu leisten.
Das Projekt lief 5½ Jahre und wurde im Juni 2022 erfolgreich abgeschlossen. Die Leitung lag beim deutschen Umweltbundesamt (UBA), Fachgebiet „Toxikologie, gesundheitsbezogene Umweltbeobachtung“, von wo aus die Zusammenarbeit von 24 EU-Mitgliedstaaten sowie Norwegen, Island, Israel, Großbritannien, Nord-Mazedonien und der Schweiz koordiniert wurde.

## Übergreifendes Projektziel
Übergeordnetes Projektziel war die Verbesserung der Gesundheit und des Wohlbefindens der europäischen Bürger. Dazu wurde die Belastung mit ausgewählten Umweltchemikalien und deren Auswirkungen auf die Gesundheit verschiedener Bevölkerungsgruppen in Europa ermittelt. Um zu gewährleisten, dass alle Daten und die gewonnenen wissenschaftlichen Erkenntnisse zur Beantwortung dringender politikberatungsrelavanter Fragen zu den priorisierten Stoffen und Stoffgruppen umgehend weiter kommuniziert und bearbeitet werden konnten, wurde das Projekt direkt an der Schnittstelle zwischen Wissenschaft und Politikberatung angesiedelt und die Ergebnisse an Politik, sowie politische Entscheidungsträger, weitergegeben und in politische Prozesse eingespeist. So konnte die Faktengrundlage für die Umwelt- und Chemikalienpolitik der Europäischen Union verbessert und die gesundheitsrelevante chemische Belastung langfristig verringert werden.
Um das zu erreichen, wurden acht Hauptziele im Projektvertrag festgelegt:
1. Harmonisierung des Human Biomonitorings auf EU-Ebene
2. Bereitstellung existierender und Generierung neuer Daten über die innere (körperliche) Belastung des Menschen mit Schadstoffen
3. Untersuchung möglicher Zusammenhänge zwischen innerer und äußerer Exposition gegenüber Chemikalien und Identifizierung der Expositionswege
4. Entwicklung neuer Methoden zur Messung der inneren Exposition des Menschen gegenüber Umweltchemikalien und Chemikalien im Arbeitsumfeld und deren Einfluss auf die menschliche Gesundheit
5. Bereitstellung von wissenschaftlich fundierten Daten für politische Entscheidungsträger und die breite Öffentlichkeit über die Exposition gegenüber Chemikalien sowie damit verbundene Gesundheitsrisiken und Möglichkeiten der Expositionsverminderung
6. Untersuchung von Chemikalienwirkungen mit neuen Methoden und Methodenweiterentwicklungen, etwa in den Bereichen Bewertung von Mischungen oder non target / suspect screening.
7. Verbesserung der Chemikalienpolitik und Chemikalienbewertung in der EU durch die effektive Nutzung von HBM-Daten
8. Politikberatung

## Prioritäre Stoffe im HBM4EU-Projekt (Stand Juni 2022)
Bereits in der Planungsphase wurde der Beratungsbedarf der regulatorischen Behörden der HBM4EU Partnerländer und der EU-Institutionen für ausgewählte prioritäre Chemikalien ermittelt und auf dieser Grundlage entwickelt ein ambitioniertes Arbeitsprogramm. Es wurden insgesamt 18 Stoffe bzw. Stoffgruppen, die toxikologisch bedenklich sind und denen Menschen in ganz Europa durch Verbraucherprodukte, Kosmetika, Lebensmittel, die Innen- und Außenluft sowie durch andere Umwelteinflüsse ausgesetzt sind, ausgewählt und standen im Fokus der Arbeiten. Für diese prioritären Stoffe wurden durch HBM4EU Belastungs- und Wirkungsfragen beantwortet. Die Auswahl der Stoffe und Stoffgruppen erfolgte unter Einbeziehung verschiedener Interessensgruppen in zwei Priorisierungsrunden.
Die Liste der 18 priorisierten Stoffen und Stoffgruppen umfasst:
- Phthalate und Hexamoll DINCH
- Bisphenole
- Flammschutzmittel
- Per- und polyfluorierte Verbindungen
- Cadmium und Chrom(VI)
- Polycyclische aromatische Kohlenwasserstoffe (PAK)
- Stoffe der Anilin-Familie
- Chemische Mischungen
- neue / unbekannte und potentiell bedenkliche Stoffe („emerging substances“)
- Acrylamid
- Aprotische Lösungsmittel
- Arsen
- Diisocyanate
- Blei und Bleiverbindungen
- Quecksilber und organische Quecksilberverbindungen
- Mykotoxine
- Pestizide, einschließlich Pyrethroid
- Chemische UV-Filter – Benzophenon

## Projektstruktur
Die europäische Human Biomonitoring Initiative gliederte sich in die folgende Steuerungskomponente:
- Governing Board: Das Governing Board war das oberste Entscheidungsgremium des Projekts. Es bestand aus den Behörden, die für die nationalen HBM- bzw. Forschungs-Programme verantwortlich sind und sie finanzieren („Programm-Besitzer“), der Europäischen Umweltagentur (EUA), der Europäischen Chemikalienagentur (ECHA) und der Europäischen Behörde für Lebensmittelsicherheit (EFSA).
- Management Board: Das Management Board war für die inhaltliche Steuerung und das Tagesgeschäft, die jährlichen Arbeitspläne, die Umsetzung des Projekts gemäß dem 5-Jahres-Gesamtplan und alle damit verbundenen wissenschaftlichen Fragen verantwortlich.
- Stakeholder Forum (SF): Das Stakeholder Forum bestand aus Vertretern von Interessengruppen außerhalb des Projekts (Nichtregierungsorganisationen, Industrie und Zivilgesellschaft), die am Priorisierungsprozess teilnahmen und strategische Beiträge leisteten, um die Verantwortlichkeit und Glaubwürdigkeit der Projektaktivitäten zu unterstützen.
- National Hubs (NH): Die National Hubs haben ein nachhaltiges Netzwerk aufgebaut, nationale HBM-Aktivitäten zusammengeführt und national koordiniert, die nationalen Bedürfnisse in den europäischen Prozess eingebracht und Gewinn aus der Arbeit von HBM4EU und den neuen HBM4EU Netzwerken gezogen.
- Advisory Board (AB): Das Advisory Board bestand aus herausragenden internationalen Experten, die mit ihrem Wissen und ihrer Erfahrung zum Projekt beitrugen
- Ethic Board: Der Ethikrat beriet über das ethisch korrekte Verhalten innerhalb des Projektes.

Inhaltlich umfasste HBM4EU insgesamt 16 Arbeitspakete, die sich bis auf das koordinierende Arbeitspaket 1 auf folgende drei Pfeiler aufteilten:
- Pfeiler 1: Science to Policy: eine Aktivität, die sich auf die Umsetzung der Projektergebnisse in Politikberatung konzentriert.
- Pfeiler 2: Europäische HBM-Plattform: eine Plattform, die alle Komponenten von HBM-Studien umfasst und u. a. das Netzwerk qualifizierter HBM-Labore, umfangreiche Materialien für die Studiendurchführung und die Kommunikation mit Studienteilnehmern und eine Dateninfrastruktur umfasst.
- Pfeiler 3: Exposition und Gesundheit: eine Forschungstätigkeit zur Bewertung der toxikologisch/gesundheitlichen Auswirkungen der Schadstoff-Exposition auf die menschliche Gesundheit, zur methodischen Weiterentwicklung von non target-Screening und zur Beschreibung und toxikologischen Bewertung von Chemikalienmischungen im Körper.

## Projektziele
Harmonisierung auf EU-Ebene
HBM4EU hat Human-Biomonitoring-Studien auf EU-Ebene harmonisiert und die Vergleichbarkeit etwa von Studiendurchführung, Analytik und Fragebogendaten sowie eine einheitliche Bewertung von Expositionen gegenüber Umweltchemikalien vorangetrieben. Dies wurde durch die Entwicklung und Etablierung eines einheitlichen Konzepts für die Planung und Durchführung von HBM Studien erreicht, unter anderem durch die Etablierung eines Qualitätssicherungs-/Qualitäts-Kontrollprogramms und den Aufbau eines Netzwerks europäischer Laboratorien, welches vergleichbare Analysedaten in hoher Qualität liefert. Außerdem wurden zur Datenerhebung Vorlagen für ein Studiendesign einschließlich einheitlicher Fragebögen entwickelt.
Zusammenführung von Studien und Datenverfügbarkeit
Die „HBM4EU Aligned Studies“ haben neue, vergleichbare HBM-Daten für Europa generiert und Informationen über die aktuelle interne Exposition der Allgemeinbevölkerung gegenüber ausgewählten prioritären Substanzen sowie über Belastungs-Biomarker (z. B. Expositions-Biomarker für Phthalate, DINCH, Flammschutzmittel, Pestizide, Acrylamid, PFAS, Arsenspezies, UV-Filter, Cadmium, Bisphenole, PAKs und Mykotoxine) von über 10.000 Bürgern gewonnen. Harmonisierte Studien zur Exposition am Arbeitsplatz wurden u. a. für Chrom (VI) und, verschiedene andere schädliche Chemikalien, etwa Diisocyanate, und durch die Arbeit mit Elektroschrott durchgeführt. Eine gezielte Interventionsstudie zu Quecksilber hat die Auswirkungen von Ernährungsempfehlungen für schwangere Frauen bewertet, die aus Ländern kommen, in denen die Ernährung einen hohen Anteil an Süßwasser- und Meeresprodukten sowie hohe Quecksilberwerte enthält.
Gesundheitsbezogene Beurteilungswerte: Human Biomonitoring Guidance Values
Um die gemessenen Belastungsdaten in Bezug auf ihre toxikologischen und gesundheitlichen Wirkungen hin bewerten zu können, wurden gesundheitsbezogene Beurteilungswerte abgeleitet- die HBM Guidance Values (HBM GVs). HBM GVs wurden für die Allgemeinbevölkerung und, wenn möglich, auch für beruflich exponierte Erwachsene abgeleitet. Die HBM GVs sind im Rahmen des HBM4EU Projektes entwickelt, unter Beteiligung der Expertise aus allen HBM4EU Partnerländern festgelegt und im open access in internationalen wissenschaftlichen Journalen veröffentlicht worden. Damit stehen sie zur Anwendung auf nationaler, regionaler und internationaler Ebene zur Verfügung und können auch von Regulierungsbehörden und Risikobewertern außerhalb des HBM4EU Projekts genutzt werden. HBM-GVs gibt es derzeit für ausgewählte Phthalate (DEHP, DnBP, DiBP, BBzP, DPHP), den Ersatzweichmacher DINCH, die Bisphenole A und S, Cadmium, Schwermetalle, aprotische Lösungsmittel und für das Mykotoxin Deoxynivalenol (Stand März 2023).
Science-to-Policy
Von Anfang an war die Verknüpfung von wissenschaftlichem Erkenntnisgewinn und einer datenbasierten Politikberatung das zentrale Ziel. HBM4EU hat ein leistungsfähiges Netzwerk aufgebaut, in dem die verantwortlichen Akteure aus den Partnerländern, etwa die regulatorischen Behörden und die Betreiber der nationalen Studien sich mit den EU-Behörden und Generaldirektionen austauschen und zusammenarbeiten. Über dieses innovative Netzwerk wurde eine schnelle und kostenlose gemeinsames Nutzung von Daten sichergestellt, vertraglich vereinbart und praktiziert.
Die wissenschaftlichen Ergebnisse von HBM4EU dienten unter anderem als direkter Beitrag für öffentliche Konsultationen der Europäischen Chemikalienagentur (ECHA), der Europäischen Behörde für Lebensmittelsicherheit (EFSA) und des Sekretariats des Minamata-Übereinkommens beim Umweltprogramm der Vereinten Nationen. Sie dienen zudem als Grundlage für die Beurteilung von Handlungsnotwendigkeiten und künftigen Erfolgen für die Strategien und Aktionspläne der Europäischen Kommission im Rahmen des Europäischen Green Deal. Die HBM4EU Expositionsdaten für Europa liefern Indikatoren und die Ausgangsbasis, anhand derer der Erfolg der EU-Chemikalienstrategie für Nachhaltigkeit, der Strategie „Vom Erzeuger zum Verbraucher“ und des Zero Pollution Aktionsplans im Rahmen des Green Deals gemessen werden können.
Veröffentlichung der Daten über IPCHEM und das HBM4EU Dashboard
HBM-Metadaten und zusammenfassende Statistiken sind über das HBM-Modul der europäischen „Information Platform for Chemical Monitoring“ (IPCHEM) verfügbar und tragen zur Verwendung von HBM-Daten in politischen Entscheidungsprozessen bei. Darüber hinaus wurde ein neues, interaktives, europäisches HBM-Dashboard zur Visualisierung von HBM-Datensammlungen und zusammenfassenden Statistiken aus HBM4EU entwickelt, dem man Expositionsniveaus, zeitliche/räumliche Trends der Chemikalienexposition von Bürgern und Expositionsverteilungen (z. B. nach Geschlecht, Region, Altersgruppe und Bildungsniveau) entnehmen kann.
Frei und öffentlich verfügbare Materialien
Auf der Webseite von HBM4EU findet sich eine große Anzahl verschiedener zielgruppenspezifischen Kommunikationsmaterialien, teilweise in unterschiedlichen EU-Sprachen. Zu diesen Kommunikationsmaterialien gehören unter anderem 14 Chemikalien-Steckbriefe, so genannte „non-technical factsheets“ mit Infografiken, 18 Dokumente zur Politikberatung, die so genannten „policy briefs“, 18 Hintergrunddokumente zu den HBM4EU Substanzgruppen, die „substance reports“, 23 HBM4EU-Videos und eine Reihe von „research briefs“ sowie zentrale Forschungsergebnisse („Key Research Messages“), welche vor allem an EU-Bürger adressiert sind. Diese Materialien bedienen sich einer nicht-technischen Sprache sowie graphischen Abbildungen und sind so weit wie möglich barrierefrei, so dass die Infomaterialien möglichst gut zugänglich und verständlich für alle Leser sind.
Es wurden bisher über 170 Publikationen in internationalen Zeitschriften mit Peer-Review veröffentlicht und zum Projektende eine HBM4EU-Zeitung, das HBM4EU Newspaper, geschrieben, in der Hauptergebnisse und Meilensteine gut lesbar zusammengestellt sind. Außerdem gab es auf der Abschlusskonferenz die Storytelling-Ausstellung – ‘We live in a chemical world’.
Innovative Screening Methoden unter HBM4EU:
Zur Priorisierung von Chemikalien, die Anlass zur Sorge geben und in HBM-Programmen gezielt gemessen werden sollten, hat HBM4EU an Methoden für den qualitativen Nachweis nicht gezielt gesuchter Stoffe und harmonisierten, reproduzierbaren Methoden dazu gearbeitet. Ziele waren: 1) das Potenzial des Suspect Screenings zur gleichzeitigen Erfassung von Belastungen in menschlichen Proben klären, 2) die Grenzen und Möglichkeiten des Non-Target-Screenings für halogenierte Chemikalien in menschlichen Proben testen, 3) die Erarbeitung einer bisher in diesem Umfang nicht vorhandenen, aggregierten und QA/QC-konsolidierten EU-Datenbank (CECScreen), in der mehr als 300.000 Chemikalien, die möglicherweise besorgniserregend sein könnten, erfasst sind, und 4) die Erstellung einer MS/MS-Spektral-Referenzbibliothek, um das Konfidenzniveau in die Identität der erkannten Expositionsmarker zu erhöhen.
Mischungen
Für die kombinierte Exposition gegenüber mehreren Chemikalien hat HBM4EU gezeigt, wie mit Hilfe der Netzwerkanalyse in HBM-Daten Cluster von gleichzeitig vorkommenden Chemikalien analysiert und damit relevante reale Mischungen sowie die wichtigsten Komponenten identifiziert werden können. Diese Erkenntnisse werden zur Bewertung des sogenannten Cocktail-Effekts beitragen. Eine Netzwerkanalyse bestehender HBM-Datensätze aus vier verschiedenen Ländern in Europa zeigte, dass kombinierte Expositionen gegenüber mehreren Chemikalien in allen Bevölkerungsgruppen vorkommen. In der SPECIMEn-Studie zu Pestiziden wurden harmonisierte Suspect-Screening-Analysen an Urinproben durchgeführt, die zur Identifizierung von 95 pestizidbezogenen Markern führten, die mit 30 Ausgangsverbindungen in Verbindung stehen, z. B. Acetamiprid, Chlorpropham, Boscalid und Clothianidin.

## Kernaussage der erhobenen und ausgewerteten Daten über das gesamte Projekt
Die Ergebnisse von HBM4EU zeigen, dass für alle priorisierten Stoffe die Belastungen für die EU-Bürger so hoch ist, dass gesundheitliche Auswirkungen nach heutigem Wissensstand nicht sicher ausgeschlossen werden können. Sie belegen damit, dass ein weiterer Handlungsbedarf besteht und liefert zusätzliche Evidenz für die Notwendigkeit von Chemikalienregulierung und strategischen Prozessen wie beispielsweise der EU Chemikalienstrategie und dem European Green Deal und deren Weiterentwicklung.
Ein nachhaltiges Human Biomonitoring (HBM) auf EU-Ebene ist unbedingt notwendig, um die menschliche Gesundheit vor den gesundheitlich/toxikologischen Wirkungen von Chemikalienbelastungen zu schützen. Die Arbeiten von HBM4EU werden im Folgeprojekt Partnership for the Assessment of Risks from Chemicals (PARC) fortgeführt, das im Mai 2022 startete und insgesamt sieben Jahre läuft.

## Zusammensetzung des Konsortiums (Stand: Juni 2022)
Das Projektkonsortium setzte sich aus 116 Partnerinstitutionen aus 30 Ländern (24 EU-Mitgliedsstaaten sowie Norwegen, Island, Israel, Großbritannien, Nord-Mazedonien und Schweiz) zusammen sowie die Europäische Umweltagentur. Die Leitung des Konsortiums lag beim deutschen Umweltbundesamt. HBM4EU wurde von der Europäischen Kommission im Rahmen von Horizon 2020 zusammen mit den HBM4EU Partnerländern kofinanziert.

## Förderung
Das HBM4EU-Projekt hatte eine Laufzeit von 5,5 Jahren – von Januar 2017 bis Juni 2022 – und wurde von der Europäischen Kommission im Rahmen des Förderprogramms Horizon 2020 kofinanziert (Grant Agreement Nummer 733032). Das Gesamtfinanzvolumen des Projekts betrug circa 74 Mio. €.